# Jacek Białkowski
Jacek Antoni Białkowski (ur. 19 listopada 1953 w Gliwicach) – polski lekarz pediatra, kardiolog, doktor habilitowany nauk medycznych, profesor zwyczajny Śląskiego Uniwersytetu Medycznego (SUM) w Katowicach.

## Życiorys
Absolwent Wydziału Lekarskiego w Zabrzu Śląskiej Akademii Medycznej w Katowicach (1978). Specjalista I i II stopnia z pediatrii (1981 i 1984 r.), ponadto specjalista z kardiologii (1992 r.) oraz kardiologii dziecięcej (2002 r.). W dniu 27 listopada 1986 r. uzyskał stopień doktora nauk medycznych Śląskiej Akademii Medycznej w Katowicach; Wydział Lekarski w Zabrzu. W dniu 29 stycznia 2008 r. otrzymał tytuł profesora nauk medycznych.
W roku 1998 objął kierownictwo Kliniki i Katedry Kardiologii, Wrodzonych Wad Serca i Elektroterapii z Oddziałem Kardiologii Dziecięcej SUM w Zabrzu. W 2002 powołany na stanowisko profesora nadzwyczajnego Śl.A.M. Tytuł profesora belwederskiego uzyskał w 2007 r. W ciągu całej swojej kariery zawodowej związany z Kliniką Wrodzonych Wad Serca i Kardiologii Dziecięcej SCCS w Zabrzu (dawniej Klinika Kardiologii Dziecięcej, WOK), w której od 2000 pełni funkcję kierownika.
Od 2007 jest prezesem Fundacji Przyjaciół Dzieci z Chorobami Serca w Zabrzu.
Został odznaczony Brązowym (2007) i Złotym (2023) Krzyżem Zasługi.

## Nagrody i wyróżnienia
- Medal JM Rektora Śl.A.M."Wyróżniający w nauce i pracy społecznej" (1978),
- Nagroda Naukowa Rektora Śl.A.M. (w latach: 1987, 1988, 1998, 2006, 2007),
- Nagroda Dydaktyczna Rektora Śl.A.M. (2004),
- Nagroda Naukowa Ministra Zdrowia (2004),
- Nagroda Naukowa Hiszpańskiego Towarzystwa Kardiologicznego (2004),
- Nagroda Naukowa Polskiego Towarzystwa Kardiologicznego za osiągnięcia naukowe 2007 r.
- Platynowy Laur Umiejętności i Kompetencji - przyznany przez Regionalną Izbę Gospodarczą w Katowicach (2009).

## Publikacje
Jest autorem lub współautorem ponad 150 prac opublikowanych w recenzowanych czasopismach medycznych, w tym w 40 zagranicznych. Jego publikacje doczekały się licznych cytowań w renomowanych czasopismach, tj. Lancet, American Journal Cardiology, Angiology, Catheterization and Cardiovascuar Interventions, Intensive Care Medicine, Journal of American College of Cardiology i innych. Jest współautorem 18 rozdziałów w podręcznikach oraz autorem lub współautorem 355 komunikatów i doniesień zjazdowych (w tym 159 zagranicznych).